# دبلیودبلیوئی تی‌ال‌سی (۲۰۱۶)
تی‌ال‌سی: میزها، نردبان‌ها و صندلی‌ها (۲۰۱۶) (به انگلیسی: TLC: Tables, Ladders & Chairs) یک رویداد غیر رایگان (Pay-Per-View) در کشتی حرفه‌ای می‌باشد که توسط کمپانی دبلیودبلیوئی تهیه می‌شود و این دوره اش هم در ۱۳ دسامبر ۲۰۱۵ در مجموعه ورزشی امریکن ایرلاینز سنتر شهر دالاس ایالت تگزاس برگزار خواهد شد.این هشتمین رویداد تحت عنوان تی‌ال‌سی: میزها، نردبان‌ها و صندلی‌ها خواهد بود.

## زمینه‌سازی
تی‌ال‌سی شامل مسابقاتی بین دشمنی‌های موجود، ماجراهای پیش آمده و استوری‌هایی خواهد بود که پیش از این در برنامه اسمک داون پخش شده بود. کشتی‌گیرها با توجه به مسابقات یا سری اتفاقاتی که برایشان رخ می‌دهد و تنش را به حد اکثر می‌رساند، نقش منفی یا قهرمان به خود می‌گیرند.

## نتایج
| #                                                                                                 | نتایج | نوع مسابقه                                                        | مدت زمان |
| ------------------------------------------------------------------------------------------------- | --- | ----------------------------------------------------------------- | -------- |
| ۱پ                                                                                                | د هایپ بروز (زک رایدر و موجو راولی)، امریکن آلفا (جیسون جردن و چاد گیبل) و آپولو کروز پیروز مقابل دِ اَسِنشَن (کانِر و ویکتور) و د وودویلنز (ایدن اینگلیش و سایمون گاچ) و کرت هاوکینز | مسابقه تگ تیم ده نفره                                             | 12:03    |
| ۲                                                                                                 | خانواده وایت (بری وایت و رندی اورتن) (با همراهی لوک هارپر) پیروز مقابل راینو و هیث اسلیتر (c)                                                                                    | مسابقه تگ تیم برای قهرمانی کمربندهای تگ تیم اسمک‌داون              | 5:53     |
| ۳                                                                                                 | نیکی بِلا پیروز مقابل کارملا | مسابقه بدون سلب صلاحیت                                            | 7:39     |
| ۴                                                                                                 | د میز (c) (با همراهی ماریس) پیروز مقابل دالف زیگلر | مسابقه نردبان برای قهرمانی کمربند بین قاره‌ای                      | 25:10    |
| ۵                                                                                                 | بارون کوربین پیروز مقابل کالیستو | مسابقه صندلی‌ها                                                    | 12:51    |
| ۶                                                                                                 | الکسا بلیس پیروز مقابل بکی لینچ (c) | مسابقه میزها برای قهرمانی کمربند زنان اسمک‌داون                    | 15:16    |
| ۷                                                                                                 | ای‌جی استایلز (c) پیروز مقابل دین امبروز | مسابقه میزها، نردبان‌ها و صندلی‌ها برای قهرمانی کمربند دبلیودبلیوئی | 30:50    |
| - (c) – نشان‌دهنده قهرمان(هایی) است که به میدان می‌روند - پ – نشان‌دهنده این است که مسابقه در پری–شو | |                                                                   |          |